# Xewkija Heliport

i8
i11
i13
Der Xewkija Heliport (IATA-Code: GZM, ICAO-Code: LMMG), auch bekannt als Gozo Heliport, ist ein Heliport auf der Insel Gozo in Malta in der Nähe der Stadt Xewkija.

## Einrichtungen
Der Xewkija Heliport verfügt über zwei 22 Meter mal 22 Meter große Betonlandeplätze, die durch einen 130 Meter mal 22 Meter langen 10/28 - Asphaltstreifen verbunden sind, der als Parkfläche genutzt wird. Das Terminal befindet sich am östlichen Ende des Geländes, während sich die Feuerwache auf der Südseite befindet. Der Heliport hat keinen Kontrollturm und alle Funkkontakte finden über den Tower des Flughafens Malta statt. Flugaktivitäten werden nach Sichtflugregeln (VFR) durchgeführt, auch wenn auf der Insel ein Drehfunkfeuer (VOR) vorhanden ist. Die Feuerwehr auf dem Gelände ist einsatzfähig, denn diese ist in erster Linie für die umliegenden Gemeinden zuständig und betreute schon immer den Heliport nebenbei.
Es wird geprüft, ob die derzeitige kurze Landebahn auf 450 Meter erweitert werden könnte, damit STOL-Flugzeuge mit 11 Sitzen in Xewkija landen können.

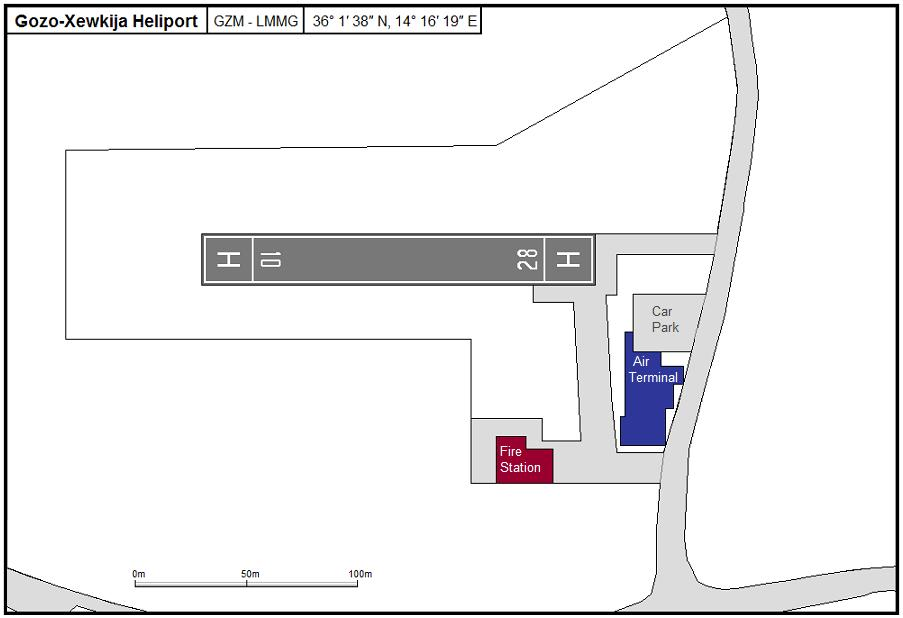
Karte des Heliports

## Nutzung
Früher gab es Linienflüge mit den Hubschrauber zwischen dem Flughafen Malta und dem Xewkija Heliport. Diese wurden 1990 von Malta Air Charter gestartet, die 2004 ihren Betrieb einstellte. Von März 2005 bis Oktober 2006 wurden die Flüge von Helicópteros del Sureste durchgeführt. Derzeit finden keine Linienflüge vom Heliport aus statt, allerdings bietet Heli Link Malta Flüge zwischen dem Heliport und Malta auf Anfrage an.